# Нижній Колевай
Нижній Колева́й (рос. Нижний Колевай) — присілок в Глазовському районі Удмуртії, Росія.

## Населення
Населення — 7 осіб (2010; 14 в 2002).
Національний склад станом на 2002 рік:
- удмурти — 79 %

## Урбаноніми[3]
- вулиці — Колевайська